# Bonnie Hunt
Bonnie Lynn Hunt (Chicago, 22 september 1961) is een Amerikaans actrice, komiek, schrijver, regisseur, televisieproducent en stemacteur.

## Biografie

### Vroege jaren
Hunt werd geboren als de dochter van Alice, een huisvrouw, en Bob Hunt, een elektricien. Ze groeide op in een groot Iers katholiek gezin en heeft drie oudere broers (Patrick, Kevin en Tom), twee oudere zussen (Cathy en Carol) en een jongere zus: Mary. Ze genoot onderwijs aan katholieke scholen en ging naar de St. Ferdinand grammar school en de Notre Dame High School for Girls in Chicago.
In 1982 werkte ze als kankerverpleegkundige aan het Northwestern Memorial Hospital in Chicago. In 1984 was ze medeoprichter van An Impulsive Thing, een groep voor improvisatietheater, met Holly Wortell, Andy Miller en John Gripentrog. Ook was ze sinds 1986 lid van The Second City, een wereldberoemde groep voor improvisatiekomedie uit Chicago.

### Carrière
In 1993 produceerde Hunt met David Letterman The Building, een kortlopende sitcom in de sfeer van de televisieshows uit de jaren 50. De show werd tevens live opgenomen; fouten, ongelukken en vergeten zinnen bleven daardoor in de uitzending zitten. In 1992 ging de vrouwelijke hoofdrol voor de serie Mad About You aan haar neus voorbij en verkreeg actrice Helen Hunt (geen familie) deze.
Hunt en Letterman werkten in 1995 opnieuw samen, ditmaal aan The Bonnie Hunt Show (later Bonnie), waarin grotendeels dezelfde cast zat als in The Building en tevens de slechte kwaliteit bevatte. De show werd door critici echter geprezen, maar werd al snel gestopt. In 2002 kwam ze met de televisieshow Life with Bonnie, die bekendstond om de droge en flauwe humor. Haar rol in de show leverde haar een Primetime Emmy Award-nominatie op in 2004, haar eerste. Ondanks goede kijkcijfers werd de show tijdens het tweede seizoen van de buis gehaald. Ze liet tijdens Live with Regis and Kelly weten dat ABC haar een nieuwe show had aangeboden, waarin ze een gescheiden detective zou spelen. De pilotaflevering werd echter nooit uitgezonden en er is weinig over bekendgemaakt.
Ze had een bijrol en werkte als scenarioschrijver en regisseur voor de film Return to Me uit 2000, een romantische komedie met David Duchovny en Minnie Driver.
Als opvallend filmactrice was Hunt met Charles Grodin te zien in de populaire kinderfilms Beethoven (1992) en Beethoven's 2nd (1993), met Robin Williams in Jumanji (1995), met Tom Cruise in de kaskraker Jerry Maguire (1996) en met Steve Martin in Cheaper by the Dozen uit 2003 en het vervolg daarop twee jaar later.

### Privéleven
Hunt trouwde in 1988 met investeringsbankier John Murphy. Ze vertelde echter tijdens haar optreden in de Late Show with David Letterman op 6 juni 2006 dat ze weer single is; in 2005 is ze gescheiden.

## Filmografie
- 1988 - Rain Man - Sally Dibbs
- 1992 - Beethoven - Alice Newton
- 1993 - Dave - Gids Witte Huis
- 1993 - Beethoven's 2nd - Alice Newton
- 1994 - Only You - Kate Corvatch
- 1995 - Now and Then - Mrs. DeWitt
- 1995 - Jumanji - Sarah Whittle / Mevrouw Serena
- 1996 - Jerry Maguire - Laurel Boyd
- 1999 - Random Hearts - Wendy Judd
- 1999 - The Green Mile - Jan Edgecomb
- 2003 - Cheaper by the Dozen - Kate Baker
- 2005 - Cheaper by the Dozen 2 - Kate Baker
- 2024 - Red One - Mrs. Claus

### Stemmen
- 1998 - A Bug's Life - Rosie
- 2001 - Monsters, Inc. - Mrs. Flint
- 2006 - Cars - Sally Carrera
- 2006 - Mater and the Ghostlight - Sally Carrera
- 2010 - Toy Story 3 - Dolly
- 2011 - Hawaiian Vacation - Dolly
- 2011 - Cars 2 - Sally Carrera
- 2013 - Monsters University - Mrs. Graves
- 2013-2016 - Tales from Radiator Springs - Sally Carrera
- 2016 - Zootopia - Bonnie Hopps
- 2017 - Cars 3 - Sally Carrera
- 2019 - Toy Story 4 - Dolly
- 2019 - Forky Asks a Question - Dolly
- 2021-2024 - Monsters at Work - Mrs. Flint
- 2022 - Cars on the Road - Sally Carrera
- 2022 - Zootopia+ - Bonnie Hopps